# Kunsthochschule Tama

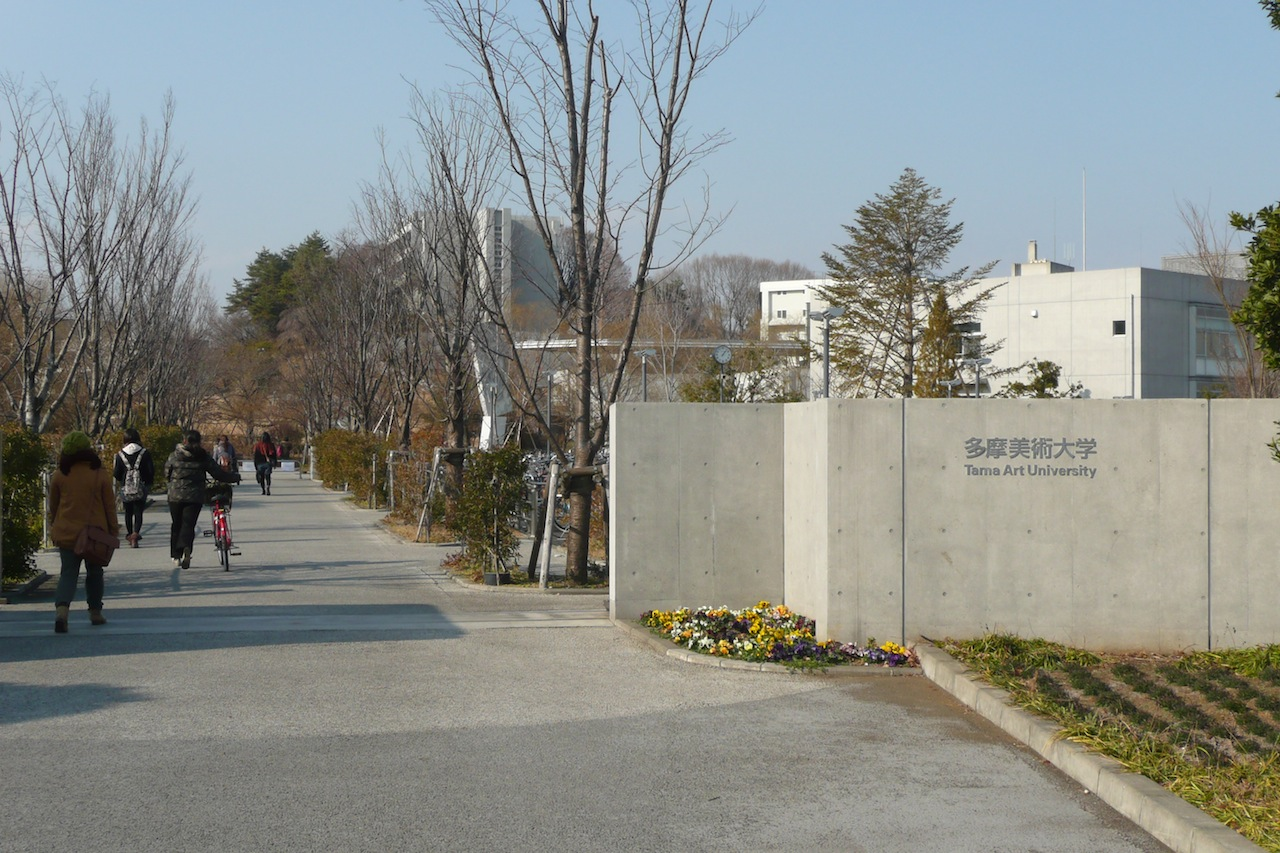
Tama Art University Tokyo / Hachioji-Campus / main entrance 2012

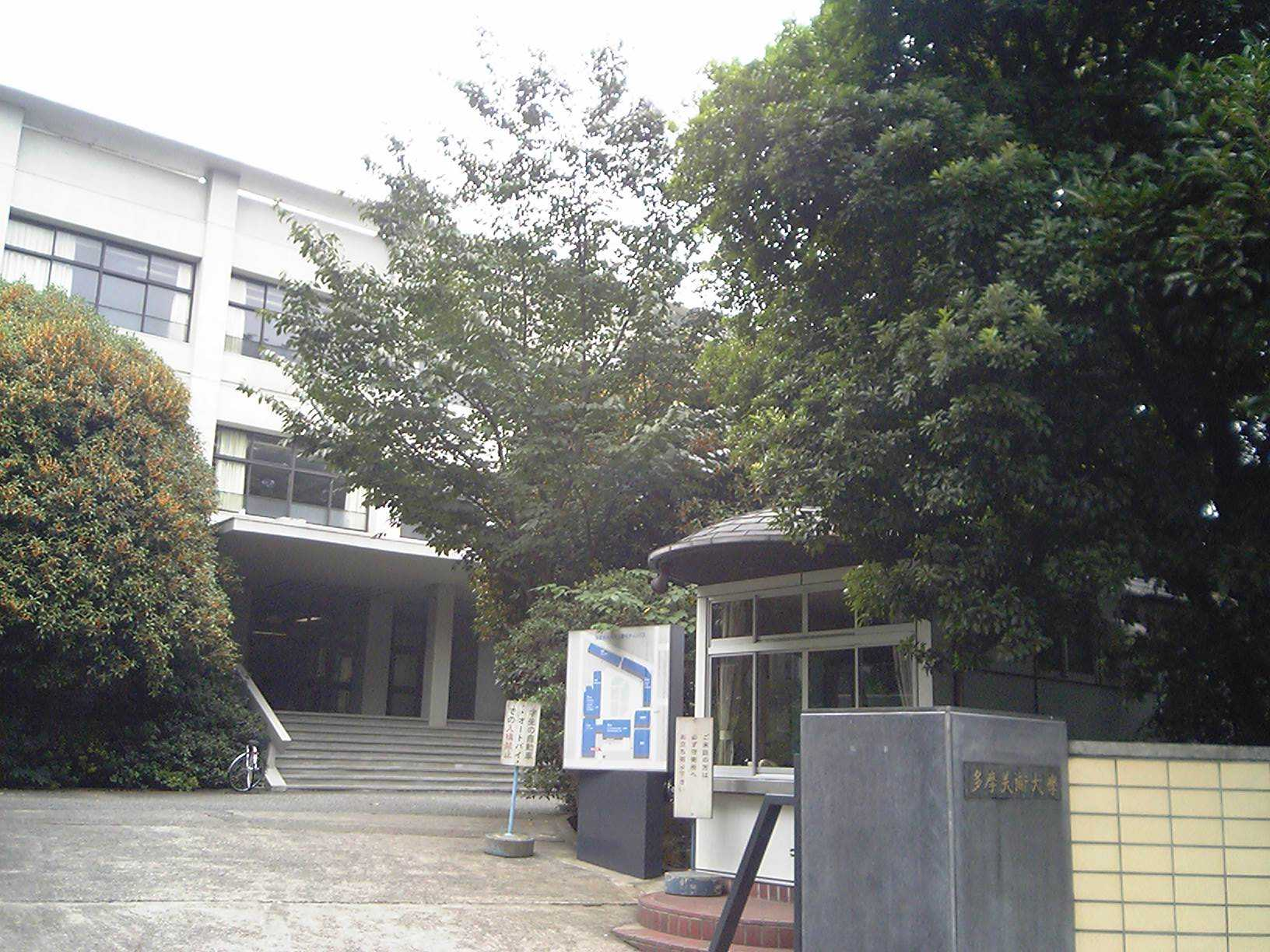
Kunsthochschule Tama

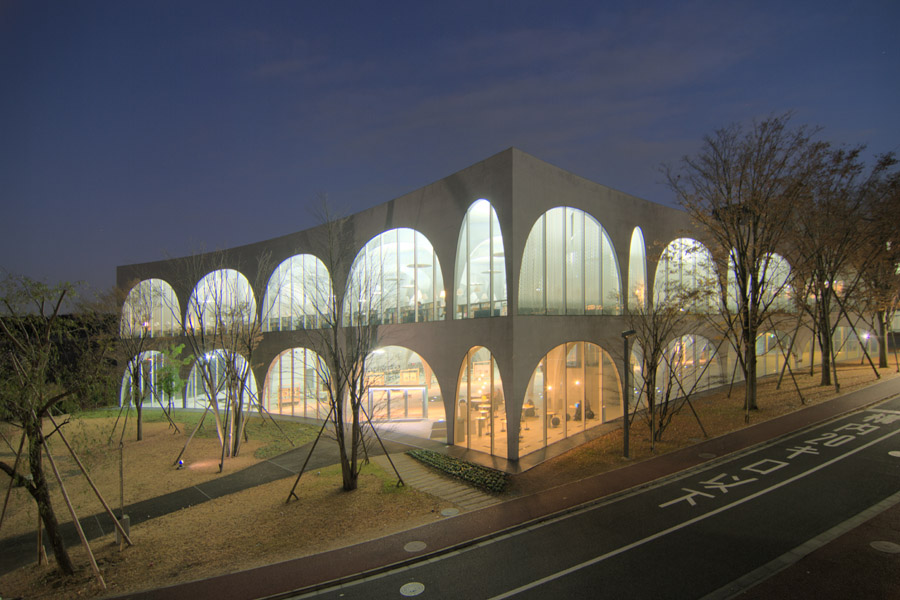
Bibliothek, Architekt: Toyo Ito & Associates, Architects

Die Kunsthochschule Tama (jap. 多摩美術大学, Tama bijutsu daigaku, kurz: Tamabi (多摩美), engl. Tama Art University) in Tokio mit zwei Campus in Kaminoge (Setagaya) und Hachiōji wurde 1935 als Kaiserliche Kunstakademie Tama (多摩帝国美術学校, Tama teikoku bijutsu gakkō) gegründet als Ausgliederung der Kaiserlichen Kunstakademie (heute: Kunsthochschule Musashino).
Die Kunsthochschule Tama ist eine private Universität. Sie ist als eine der führenden Kunsthochschulen Japans international bekannt.
Zur Hochschule gehört eine Bibliothek und das Tama Art University Museum.

## Bekannte Studenten und Professoren (Auswahl)
- Shigeru Ban (* 1957), Architekt, Gastprofessor
- Naoto Fukasawa (* 1956), japanischer Industriedesigner
- Atsuo Ishii (* 1940), Bildhauer, Professor
- Toyo Ito (* 1941), Architekt, Gastprofessor
- Entsuba Katsuzō (1905–2003), Bildhauer, Professor
- Torao Makino (1890–1946), Maler, Professor
- Shunmyō Masuno (* 1953) Landschaftsplaner, Professor
- Toshiaki Minemura (* 1936), Kunstkritiker, Professor
- Issey Miyake (1938–2022), japanischer Modedesigner
- Nobuya Nakai (1934–1999), Bildhauer, Professor
- Jo Oda (1936–2004), Bildhauer, Professor
- Ayumi Ohashi (* 1940), Illustratorin, Designerin
- Hiroko Okada (* 1970), Künstlerin
- Fumie Sasabuchi (* 1975), Künstlerin
- Kazuyo Sejima (* 1956), Architektin, Professor
- Nobuo Sekine (1942–2019), Bildhauer
- Kishio Suga (* 1944), Bildhauer
- Gengoroh Tagame (* 1964), japanischer Manga-Autor
- Hiraide Takashi (* 1950), Literatur, Professor
- Akira Tatehata (* 1947), Kunstkritiker, Dichter, Professor
- Lee Ufan (* 1936), Maler und Bildhauer, Professor
- Yasutake Funakoshi (1912–2002), japanischer Bildhauer und Maler, Professor (Vater von Katsura Funakoshi)